# フリーペーパー
フリーペーパー（和製英語）とは、広告収入を元に定期的に制作され、無料で特定の読者層に配布される印刷メディアである。
なお、ここでは主に、新聞に準じた形態か雑誌に準じた形態かを問わず、広告収入を元に無料で配布される、広告ではない記事内容も含んだ印刷媒体について述べる。このような印刷媒体を発行する企業は、「生活情報紙（誌）」などとも称することが多い。また、冊子体で雑誌に準じるものは「フリーマガジン」とも呼ばれる。

## 概要
本来は、英語でfree newspaper, freesheet などと称する、新聞に準じた形態のものを指し、「無代紙」「無代広告紙」などと言われていた。しかし、1980年代ころから徐々に雑誌に準じた冊子体のものなども含め、より広い意味で無料の印刷媒体を「フリーペーパー」と総称することが多くなっている。また、本来は、広告ばかりを掲載した集合チラシとは一線を画し、地域情報や生活情報などの記事を掲載していることが特徴とされていたが、「フリーペーパー」という表現の普及とともにそのような意味合いは薄れており、近年では特定企業の宣伝用印刷物のようなものや、非営利団体の広報資料のようなものでも、無料で配布される印刷媒体であれば「フリーペーパー」と称する場合がある。
フリーペーパーは、全ての世帯に到達するわけではない新聞広告や新聞の折り込み、大規模な広告しか行えないテレビに比べ、柔軟に特定の範囲、商圏や購買層に対して全戸配布が可能であったり、逆に、特定の購買層が集まる場所に配布ポスト設置することによって対象を絞った広告が可能になり効率が良いこと、地域に密着した情報を提供し双方向性を保つことができることなどから、第5のマスメディアとして急成長している。
日本では、戦時中に新聞社が国策で統廃合された経緯から、戦後はその反動として地域情報を提供するメディアとして各地で地域紙が発達した。しかし、有料の地域紙は大都市部などでは成立が難しく、存在していても普及率が低く社会的な影響力は限られていることが多かった。その結果、大都市部を中心に、地域の生活情報需要に応じるメディアとして、既存の新聞社が付加価値を高めるために無料の地域新聞や生活情報誌を顧客に配布したり、当初から無料で配布することを目的に制作される新聞が登場した。
フリーペーパーを発行する企業には、背後に新聞社等の有力メディアがいる例や、ノウハウを活かして複数の地域で複数のフリーペーパーを発行しているような例も多い。1971年から各地で発行されて来たサンケイリビング新聞は、その代表的な例である。
2006年4月に日本生活情報紙協会が発表したデータでは、日本全国のフリーペーパー・フリーマガジンの紙数は1000紙（2000版）以上、総発行部数は2億9000部を超えているとされている。

## コンテンツ
第三種郵便物の条件を満たすために広告が紙面の50%未満でなければならない新聞に比べ、フリーペーパーにおいては記事と広告の区別が曖昧な「記事体広告」と呼ばれる企業メッセージを伝える記事が多く見られる。しかし、ただ漫然と広告を集積したものではチラシとの区別がつかないから、各社ともそれぞれ広告掲載基準や記事編集の指針を掲げており、クライアント側と同様に読者からも一定の客観性を同時に確保しようとしている。
イギリスはじめ欧米諸国や韓国などの都市部では、すでに街頭や地下鉄構内などで配布される無料の日刊新聞が定着している。2002年創刊の"Tokyo Headline"（週刊）をはじめとして、諸外国におけるような都市型の無料新聞が日本に登場したことは、報道にも耐えうる信頼性をフリーペーパーが日本でも獲得しようとしていることを示唆していると見ることもできるが、逆に、今のところ日刊体制の都市型無代紙が日本に存在していないことは、そのような市場環境が未熟であることを示していると考えることもできる。

## 配布形態

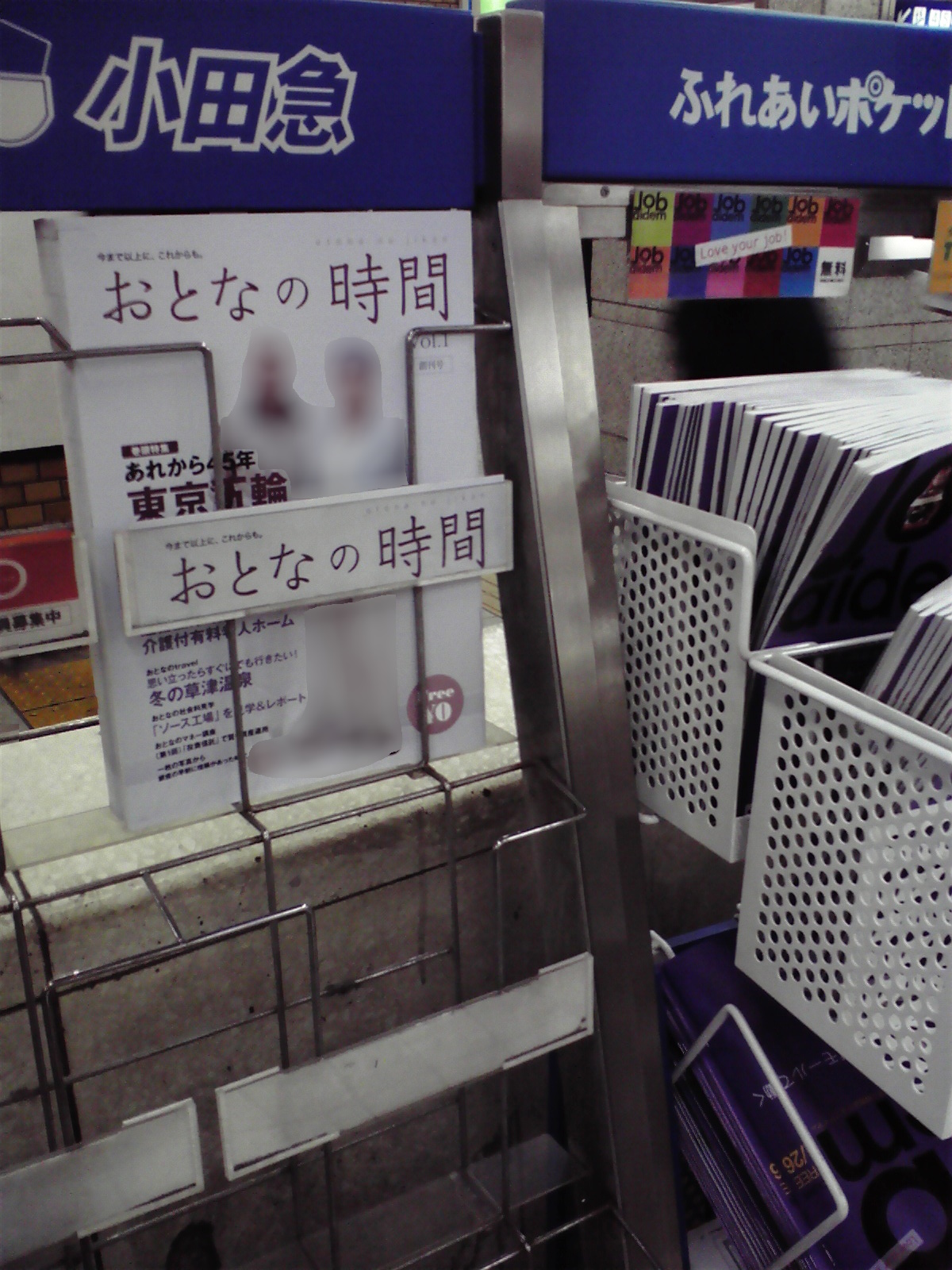
ラックに設置されたフリーペーパー（2009年3月撮影）

フリーペーパーは広告主にとって魅力的な読者層を形成するため、様々な配布形態を有している。
戸別宅配を行う場合
日本では新聞の戸別宅配制度が他国に類をみないほど発達しているため、これに倣い、初期に発刊したフリーペーパーの多くも戸別宅配が行われた。配布効率の高いニュータウンの多くには、地域情報をコンテンツとしたフリーペーパーが存在する。

新聞の折り込みとして配布される場合
求人情報や、新聞社がサービスとして発行する地域新聞の多くはこの方法で配布されている。

特定のエリアにラックを設置する場合

近年顕著に増加しており、店頭や大学のキャンパス、街角に設置したラック（テイクワンボックス）を使って配布を行う。特にマガジンタイプのフリーペーパーに多く見られ、店舗情報やカルチャー情報、求人情報をコンテンツとするものが多い。テレビ局やラジオ局が番組宣伝のためにフリーペーパーを作成したり（ラジオ局の場合はタイムテーブルを兼ねている局もある）、飲食店や鉄道会社が顧客サービスやPRメディアとして制作・配布している場合も見られる。
特殊な形態として広告や宣伝の要素を外した別の発行物も存在する。それは大学や市の文化局、地域的な教養団体からの補助を得て発行するフリーペーパーがそれに該当する。台湾や香港での市民雑誌も同様の形態であり、公的私的を超えた寄付や補助金で成立しているといえる。その手法は台湾文芸中心における京谷康子、京都デザイナーズブロックの三上亜紀子と芸術史家の山下祐樹、作家の島本理生、文化庁からの補助を受けたピアニスト上原彩子の例があり、娯楽性を脱した特色が見られる。主とした配布場所は大学や専門書取扱店、古書店、三上と山下の場合は寺院、上原の場合はパリの東洋文化研究所等である。その配布形態のため、ウェブ展開が少ない。

## 日本国外で発行される日本語フリーペーパー
日本国外においても日本人向けに日本語で書かれたフリーペーパーが多数発行されており、世界の主要都市や日本人の多い地域には必ずと言っていいほど日本語のフリーペーパーがある。
これらのフリーペーパーは現地で制作されているため、日本で手に入る旅行雑誌等に比べより現地に密着した情報が掲載されている。また、割引クーポン券が付属していることもよく有り、現地で生活する日本人にとって貴重な存在となっている。有料で定期購読をする場合に限り、日本まで配達するサービスを行っているものもある。

## 著名なフリーペーパー
これらは配布地域で高い認知度を得ているフリーペーパーである。
- 経済の伝書鳩（北見市周辺）
- TOKYO HEADLINE（東京都23区）
- リビング新聞（日本各地）
- AM New York Metro（ニューヨーク市）
- メトロ（スウェーデン）

また音楽ではエイベックスがbeatfreakを、ビーインググループがMusic Freak Magazineを提供していた。